# QDevelop
QDevelop est un environnement de développement intégré libre pour Qt.
Le but de QDevelop est de fournir dans les environnements les plus utilisés, Linux, Windows et Mac OS X d'un outil permettant de développer en Qt de la même manière avec un IDE unique. Car chacun de ces systèmes possède des environnements de
développement performants, bien plus performants que les « petits » IDE dédiés. Mais le gros inconvénient est qu'ils ne fonctionnent que dans leur système d'exploitation respectif. Citons bien sûr Visual Studio sous Windows et KDevelop sous Linux. Très performants mais aussi limités à un seul système.
QDevelop n'est pas un KDevelop imité ou réduit. C'est un IDE dédié à Qt4 totalement indépendant de KDevelop. Moins complet, mais plus rapide, léger et surtout multiplateformes. De plus, QDevelop et KDevelop ont un code sources totalement différent.
Il intègre également les outils Qt-Designer pour la création d'interface graphique et Qt-Linguist pour le support de l'internationalisation.
Le développement de QDevelop a commencé en 2006 par Jean-Luc Biord et a été développé avec l'API Qt de Trolltech.
Au 1er mai 2014, le projet semble être abandonné, le site de référence n'abordant d'ailleurs plus du tout le sujet.
En effet la création de Qt Creator a sonné la fin de QDevelop, dont la seule raison d'être était de pallier l'absence d'environnement dédié.